# Styppeiochloa catherineana
Styppeiochloa catherineana là một loài thực vật có hoa trong họ Hòa thảo. Loài này được Cope & Ryves mô tả khoa học đầu tiên năm 2003.